# Hagen W. Lippe-Weißenfeld
Hagen Walter Friednand Lippe-Weißenfeld (* 21. März 1975 in Leer) ist ein deutscher promovierter Politikwissenschaftler, Betriebswirt, Unternehmer und Kulturmanager. Er ist geschäftsführender Gesellschafter der Strategie- und Kommunikationsberatung "ProjektSchmiede GmbH". Von 2004 bis 2006 war er Vorstandsassistent der C. Bechstein AG, von 2006 bis 2009 Vertriebs- und Marketingleiter der Königlichen Porzellan-Manufaktur Berlin (KPM) und von 2009 bis 2016 kaufmännischer Direktor der Stiftung Kunstsammlung Nordrhein-Westfalen in Düsseldorf. Seit 2020 ist er ehrenamtlicher Gründungsintendant des Klassikfestivals Kammermusikfest Oberlausitz und der Kammermusikfest Oberlausitz Akademie.

## Herkunft und Familie
Hagen W. Lippe-Weißenfeld entstammt mütterlicherseits der erbherrlichen Linie Lippe-Weißenfeld, die sich 1762 als Seitenlinie des regierenden Grafenhauses auf den Weg aus der Grafschaft Lippe nach Sachsen gemacht hatte. Die Familiengeschichte des älteren Zweiges spiegelt nicht nur Teile der Geschichte der ehemaligen Grafschaft Lippe wider, sondern auch solche der Nieder- und Oberlausitz in Sachsen. 1916 wurde der ältere und 1918 auch der jüngere Zweig des Hauses Lippe-Weißenfeld durch den Fürsten Leopold IV. zur Lippe in den fürstlichen Rang erhoben. Seitdem führen die Angehörigen des Hauses den Prinzen- anstatt des Grafentitels und die Anrede Durchlaucht.
Hagen Lippe-Weißenfeld ist der Ur-Enkel des ehemaligen Landesältesten des Markgraftums Oberlausitz und Mitglied des sächsischen Landtags, Clemens Prinz zur Lippe-Weißenfeld (1860–1920) und der Enkel des letzten Baruther Schlossherrn, Friednand Prinz zur Lippe-Weißenfeld (1903–1939). Seine Mutter, Margarete Hamer-Prinzessin zur Lippe-Weißenfeld (1932–2010), verbrachte ihre Kindheit auf dem Rittergut Baruth bei Bautzen. Seine Vorfahren zählten zur Herrnhuter Brüdergemeine und übersiedelten vor rund drei Jahrhunderten vom Lipper Land in die sächsische Oberlausitz, da ihre Hauslehrer Herrnhuter waren.
Lippe-Weißenfeld ist verheiratet mit der promovierten Fachärztin für Neurologie, Charlotte Freiin von Wilmowsky und Vater von vier Kindern.

## Leben und Wirken
Hagen W. Lippe-Weißenfeld besuchte als zwölftes Familienmitglied und erster westdeutscher Schüler nach der politischen Wende von 1992 bis 1994 die Stiftung Klosterschule Roßleben in Thüringen und legte dort sein Abitur ab. Von 1994 bis 1995 absolvierte er seinen Zivildienst im Bereich der Behindertenarbeit bei der Lebenshilfe in Leer/Ostfriesland. Dem folgte von 1995 bis 1997 eine Banklehre bei der Deutschen Bank Berlin.
An der Hochschule für Wirtschaft und Recht Berlin studierte Hagen Lippe-Weißenfeld von 1997 bis 2001 Betriebswirtschaftslehre mit den Schwerpunkten Marketing und Personal. Nach dem Abschluss zum Diplom-Kaufmann nahm er 2002 an der Freien Universität Berlin einen Promotionsstudiengang im Fach Politikwissenschaft auf und schloss diesen 2006 mit einer komparatistischen Studie über die Klavierbauindustrien in England und Deutschland ab.
Parallel war er ab 2004 als Vorstandsassistent bei der Klavier- und Flügelmanufaktur C. Bechstein Pianofortefabrik AG beschäftigt. Im Rahmen dieser Tätigkeit gründete er 2006 den 1. Internationalen Carl-Bechstein-Klavierwettbewerb-Ruhr. Im Jahr 2006 wechselte er als Vertriebs- und Marketingleiter zur Königlichen Porzellan-Manufaktur Berlin (KPM). Dort war er maßgeblich an der Gründung des Markenmuseums „KPM-Welt“ auf dem Manufakturgelände im Berliner Tiergarten beteiligt.
2009 wurde Hagen Lippe-Weißenfeld vom Kuratorium der Stiftung Kunstsammlung Nordrhein-Westfalen mit den drei Museumshäusern K20, K21 und F3 Schmela Haus zum neuen kaufmännischen Direktor und Vorstand berufen. In seine Amtszeit bis 2016 fiel die Gründung der Stiftung „Kunst im Landesbesitz“, mit der das Land Nordrhein-Westfalen den Kunstbesitz der ehemaligen Westdeutschen Landesbank sicherte. Während seiner Amtszeit stiegen die Besucherzahlen der Kunstsammlung Nordrhein-Westfalen auf 300.000 pro Jahr. Von 2016 bis 2021 war Hagen Lippe-Weißenfeld Geschäftsführer der Meyer Architekten GmbH, eines mit 70 Mitarbeitern auf Forschungs-, Bildungs- und Kulturbauten spezialisierten Architekturbüros in dritter Familiengeneration.
Im Jahr 2017 gründete er mit der ProjektSchmiede GmbH eine Beratungs- und Dienstleistungsgesellschaft für Projekte aus Wirtschaft, Gesellschaft und Kultur. Bundesweite Bekanntheit erlangte die ProjektSchmiede durch ihre medial stark beachteten Diskussionsbeiträge für einen Opern-Neubau in Düsseldorf und die Errichtung des neuen deutschen Fotoinstituts (DFI).

## Ehrenämter
Von 2015 bis 2022 war Hagen Lippe-Weißenfeld Mitglied im Bundesvorstand der Kulturpolitischen Gesellschaft. Im Jahr 2019 wurde er in der Nachfolge von Oliver Scheytt zum Jurypräsidenten des Europäischen Kulturmarken-Awards gewählt. Seit 2018 ist er Mitglied im Kuratorium des Vereins zur Förderung der Landesjugendensembles Nordrhein-Westfalen. Hagen Lippe-Weißenfeld war im rotarischen Jahr 2022/23 Präsident des Rotary Clubs Düsseldorf-Kaiserpfalz. Von 2012 bis 2022 war er zweiter Vorsitzender des Fördervereins Kaiserpfalz Kaiserswerth. Er ist zudem Mitglied der Düsseldorfer Jonges, des Fördervereins Alte Roßleber und Freunde sowie Rechtsritter des Johanniterordens.

## Kammermusikfest Oberlausitz
Im Jahr 2019 initiierte Hagen Lippe-Weißenfeld ein Benefizkonzert zugunsten neuer Glocken der ehemaligen Patronatskirche der Familie Lippe-Weißenfeld in Baruth/Sa. Aus dem Konzert erwuchs 2020 die Gründung des Klassikfestivals Kammermusikfest Oberlausitz, dessen Gründungsintendant Hagen Lippe-Weißenfeld seitdem ist. Das auf klassische Kammermusik fokussierte Festival findet seit 2021 alle zwei Jahre im gesamten Kulturraum Oberlausitz-Niederschlesien statt. Zu den Hauptspielstätten zählen die historischen Kulturdenkmäler Ev.-luth. Kirche Baruth, Schloss Gröditz, Schloss Milkel, Schloss Bad Muskau, die Barockschlösser Neschwitz und Oberlichtenau und die Ev.-luth. Kirche Hochkirch im Landkreis Bautzen sowie Schloss Königshain, Schloss Krobnitz, das Zinzendorf-Schloss Berthelsdorf, die Ev.- luth. Kirche Ebersbach und die Museum Kirche zum Heiligen Kreuz Zittau im Landkreis Görlitz.
Im Jahr 2022 gründete Hagen Lippe-Weißenfeld die seitdem im Wechsel mit dem Festival stattfindende Kammermusikfest Oberlausitz Akademie, deren künstlerische Leitung und Juryvorsitz der international gefeierte Bratschist Nils Mönkemeyer innehat. Die Schirmherrschaft für das Festival und die Akademie teilen sich die Sächsische Staatsministerin für Kultur und Tourismus, Barbara Klepsch und die Landräte der Landkreise Bautzen, Udo Witschas und Görlitz, Stephan Meyer. Zu den Festivalbotschaftern gehören über 50 namhafte Persönlichkeiten aus Politik, Wirtschaft, Kultur und Gesellschaft, u. a. der Sächsische Ministerpräsident Michael Kretschmer, der Präsident des Deutschen Kulturrats, Christian Höppner und der Präsident des Sächsischen Musikrats, Milko Kersten sowie alle Bürgermeisterinnen und Bürgermeister der beteiligten Festivalspielorte. Stammsitz des Kammermusikfest Oberlausitz und der Kammermusikfest Oberlausitz Akademie ist das in der Nachbarschaft von Baruth beheimatete Rittergut Schloss & Park Gröditz.
Für dessen Weiterentwicklung gründete Hagen Lippe-Weißenfeld im Jahr 2024 die "gemeinnützige Stiftung Kammermusikfest Oberlausitz", Rittergut Schloss & Park Gröditz, Beatus von Zenker zu Pommritz, Margarete Prinzessin zur Lippe-Weißenfeld. Die neue Stiftung kümmert sich um die Sanierung, den Erhalt und die kulturelle Bespielung der traditionsreichen, bedeutenden Rittergutsanlage.

## Veröffentlichungen

### Auswahl
- Kulturbauten – Lust oder Last? Artikel in: KM-Magazin / Kultur und Management im Dialog, Nr. 139, Ausgabe 12/2018, S. 30–35.
- Erst nachdenken, dann loslegen, Artikel in: DER TAGESSPIEGEL, Berlin, 14. Oktober 2017, S. 30.
- Controlling als Mittel zu mehr Freiheit? Artikel in: KM-Magazin / Kultur und Management im Dialog, Nr. 115, Ausgabe 10/2016, S. 9–12.
- Immer mehr Baustellen in der Kultur, Gastbeitrag in: RHEINISCHE POST, Düsseldorf, 28. Mai 2016.
- Geld schafft Kunst – Kunst schafft Geld, Artikel in: DER TAGESSPIEGEL, Berlin, 22. Oktober 2015, S. 30.
- Können Museen Marke? Artikel in: Markenmagazin PUBLIC MARKETING, Ausgabe 10/2015, S. 34–37.
- Strategische Führung eines großen Museums, Artikel in: Der Kulturbetrieb, Ausgabe 01/2014, S. 10–12.
- Péter Horváth / Marion Ackermann / Hagen W. Lippe-Weißenfeld: Kunstsammlung Nordrhein-Westfalen: Strategische Führung eines Museums als Marke, in: Kultur unter Spannung (Reiner Küppers, Hg.), Kulturverlag Kadmos, Berlin 2011.